# Eagle (Idaho)
Pour les articles homonymes, voir Eagle.
Eagle est une ville américaine située dans le comté d'Ada, dans l'ouest de l'Idaho.

## Démographie
| 1980  | 1990  | 2000   | 2010   | - | - |
| ----- | ----- | ------ | ------ | - | - |
| 2 620 | 3 327 | 11 085 | 19 908 | - | - |

C'est une ville de la banlieue de Boise dont la population était en 2010 de 19 908 habitants, en très forte augmentation ces dernières années.

## Source
- (en) Cet article est partiellement ou en totalité issu de l’article de Wikipédia en anglais intitulé « Eagle, Idaho » (voir la liste des auteurs).